# جداء الموتر
في الرياضيات، جداء الموتر {\displaystyle V\otimes W} لاثنين من فضاء المتجهات V وW (على نفس الحقل) هو فضاء متجه مرتبط بتحويل ثنائي الخطية {\displaystyle V\times W\to V\otimes W} التي تعين زوجًا {\displaystyle (v,w),\ v\in V,w\in W} إلى عنصر {\displaystyle V\otimes W} يُشار إليه {\displaystyle v\otimes w}.